# Reminiscències d'un operador de borsa
Reminiscències d'un operador de borsa és una historia novel·lada o «novel·la en clau» (del francès: roman à clef) de 1923, de l'autor estatunidenc Edwin Lefèvre. Està narrada en primera persona per un personatge inspirat en la vida de l'operador de borsa Jesse Livermore.
L'editor J. Wiley va publicar una reedició de l'obra el 2006 i una altra el 2010, aquesta segona vegada, anotada i amb tapa dura, i salvant la distància entre el relat fictici d'Edwin Lefèvre i les persones i llocs reals als quals es refereix el llibre. També inclou un pròleg del multimilionari Paul Tudor Jones.
El llibre està dividit en tres parts: la primera comença el 1890, quan Livermore va poder fer diners fàcilment; la segona tracta del període comprès entre 1910 i 1920, quan el protagonista era operador d'accions a la Borsa de Nova York i on va fer fallida una vegada i una altra, i la tercera comença el 1920, quan Livermore es va dedicar a la manipulació de mercat, cobrant comissions del 25% del valor de les accions manipulades.

## Reconeixements
En el seu llibre de 2008, The Age of Turbulence, Alan Greenspan va qualificar la novel·la com una «font de saviesa inversora» i va assenyalar que cites del llibre, com ara, «els toros i els ossos guanyen diners; els porcs són sacrificats» són ara proverbis. Un article publicat al març de 2005 a la revista Fortune el va incloure entre «els llibres més intel·ligents que coneixem sobre negocis». En Market Wizards, de Jack D. Schwager, molts inversors, entre ells Richard Dennis, van citar el llibre com una font important de material sobre el comerç de valors.